# Hans Deppe
Hans Deppe, nato Johannes Carl Otto Deppe (Berlino, 12 novembre 1897 – Berlino Ovest, 23 settembre 1960), è stato un regista, attore e produttore cinematografico tedesco.

## Biografia
Dopo gli studi commerciali, Hans Deppe iniziò nel 1914 un seminario di formazione teatrale a Vienna presso la scuola di Max Reinhardt. Nel 1918, si recò a Berlino dove lavorò come apprendista al Teatro Reale. Dal 1921 al 1928, fece parte della compagnia di Reinhardt in qualità di attore caratterista. Fondò, insieme a Werner Finck e a Rudolf Platte, il cabaret Die Katakombe che, nel 1935, venne chiuso per ordine di Joseph Goebbels.
Al cinema, Deppe aveva debuttato nel 1930 nel film Gassenhauer di Lupu Pick.

## Filmografia

### Regista
- Die rosarote Brille (1934)
- Die kleinen Verwandten (1934)
- Bums, der Scheidungsgrund (1934)
- Der Schimmelreiter, co-regia di Curt Oertel (1934)
- Schloß Hubertus (1934)
- Herr Kobin geht auf Abenteuer (1934)
- Ferien vom Ich (1934)
- Notte di carnevale (Nacht der Verwandlung) (1935)
- Die Heilige und ihr Narr, co-regia di Paul May e supervisione di Peter Ostermayr (1935)
- Der mutige Seefahrer (1935)
- L'ultimo arrivato (Der Außenseiter) (1935)
- Die Drei um Christine (1936)
- Straßenmusik (1936)
- Drei tolle Tage (1936)
- Der Jäger von Fall (1936)
- Das schöne Fräulein Schragg (1937)
- Meiseken (1937)
- Das Schweigen im Walde (1937)
- Zweimal zwei im Himmelbett, co-regia di Paul May (1937)
- Gewitter im Mai (1938)
- Narren im Schnee (1938)
- Scheidungsreise (1938)
- Die kluge Schwiegermutter (1939)
- Das Ekel (1939)
- Der Sündenbock (1940)
- Verwandte sind auch Menschen (1940)
- Der laufende Berg (1941)
- Heimaterde (1941)
- Der Ochsenkrieg (1943)
- Der kleine Grenzverkehr (1943)
- Der Majoratsherr (1943)
- Gefährlicher Frühling (1943)
- Ein Mann wie Maximilian (1945)
- Kein Platz für Liebe (1947)
- Die Kuckucks (1949)
- Die Freunde meiner Frau
- Man spielt nicht mit der Liebe
- Wie sagen wir es unseren Kindern?
- Eine Nacht im Separee (1950)
- Schwarzwaldmädel (1950)
- Es geht nicht ohne Gisela
- Grün ist die Heide (1951)
- Der Fürst von Pappenheim (1952)
- Das Land des Lächelns, co-regia di Erik Ode (1952)
- Ferien vom Ich (1952)
- Heimlich, still und leise
- Wenn der weiße Flieder wieder blüht (1953)
- Heideschulmeister Uwe Karsten (1954)
- Die tolle Lola
- Die sieben Kleider der Katrin
- Der Pfarrer von Kirchfeld (1955)
- Die Frau des Botschafters (1955)
- Wenn die Alpenrosen blüh'n (supervisore)
- Sohn ohne Heimat
- Ihr Leibregiment (1955)
- Tausend Melodien
- Mein Bruder Josua
- Solange noch die Rosen blüh'n
- Der Fremdenführer von Lissabon
- Vacanze a Portofino
- Alle Wege führen heim
- Immer die Radfahrer
- 13 kleine Esel und der Sonnenhof
- So angelt man keinen Mann
- Der Haus-Tyrann
- Mandolinen und Mondschein
- Kein Mann zum Heiraten
- Gitarren klingen leise durch die Nacht
- Wenn die Heide blüht
- Robert und Bertram (1961)
- Unsere Jenny
- Muss i denn zum Städtele hinaus
- Der Schrank
- Der Fall Pinneberg
- Haus Moorfrieden
- Schwarzer Peter
- Wie lernt man Reisen?
- Wenn der junge Wein blüht, co-regia di Heribert Wenk - film tv (1967)

### Attore
- Gassenhauer, regia di Lupu Pick (1931)
- Berlin-Alexanderplatz - Die Geschichte Franz Biberkopfs, regia di Phil Jutzi (1931
- Tempeste di passione (Stürme der Leidenschaft), regia di Robert Siodmak (1932)
- Zwei Herzen und ein Schlag, regia di Wilhelm Thiele (1932)
- Der Sieger, regia di Hans Hinrich e Paul Martin (1932)
- Sogno biondo (Ein blonder Traum), regia di Paul Martin (1932)
- Großstadtnacht, regia di Fyodor Otsep (1932)
- Die Wette, regia di Georg Jacoby (1933)
- Eine Tür geht auf, regia di Alfred Zeisler (1933)
- Eine Stadt steht kopf, regia di Gustaf Gründgens (1933)
- Ich und die Kaiserin, regia di Friedrich Hollaender (1933)
- Die kleine Schwindlerin, regia di Johannes Meyer (1933)
- Der Stern von Valencia, regia di Alfred Zeisler (1933)
- Un certo signor Grant (Ein gewisser Herr Gran), regia di Gerhard Lamprecht (1933)
- Hitlerjunge Quex: Ein Film vom Opfergeist der deutschen Jugend, regia di Hans Steinhoff (1933)
- Addio giorni felici (Die schönen Tage von Aranjuez), regia di Johannes Meyer (1933)
- Der Schimmelreiter, regia di Hans Deppe e Curt Oertel (1934)
- Frau Eva wird mondain!, regia di Phil Jutzi (1934)
- Pappi, regia di Arthur Maria Rabenalt (934)
- Straßenmusik, regia di Hans Deppe (1936)
- Ballata berlinese (Berliner Ballade), regia di Robert A. Stemmle (1948)
- Die Kuckucks, regia di Hans Deppe (1949)
- Die Frau des Botschafters, regia di Hans Deppe (1955)
- Ihr Leibregiment, regia di Hans Deppe (1955)
- Freddy und das Lied der Südsee, regia di Werner Jacobs (1962)
- Das kleine Teehaus, regia di Paul Martin, Eugen York (1967)

### Sceneggiatore
- Der Schimmelreiter, regia di Hans Deppe e di Curt Oertel (1934)
- Straßenmusik, regia di Hans Deppe (1936)
- Narren im Schnee, regia di Hans Deppe (1938)
- Kein Platz für Liebe, regia di Hans Deppe (1947)